# Cochlearia danica
Espèce
Synonymes
- Cochlearia hastata Moench[2]
- Cochlearia minima Steud.[2]
- Crucifera danica E.H.L.Krause[2]

Cochlearia danica, le Cranson du Danemark, est une espèce de plantes à fleurs de la famille des Brassicaceae.